# Stackebo gruva
Stackelbro gruva är en nedlagd fältspatsgruva i närheten av Östra Frölunda i Västra Götalands län
Idén att bryta fältspat vid Stackebo Gruva kom våren 1901. En torpare vid namn Johan Larsson, från Björkelund i Holsjunga socken, frågade då August Johansson om han fick köpa mark i skogen.
Våren 1902 var arbetet att bryta fältspat i full gång och fortsatte till 1907, då de blev tvungna att avbryta för att man inte kunde pumpa bort vattenmassorna i tillräcklig takt. År 1943 började man dock åter att bryta; tekniken hade gått framåt och det fanns bättre pumpar att tillgå. Arbetet med att bryta fältspat fortgick till år 1947.
Numera är gruvan tömd på fältspat; kvar finns ett vattenfyllt hål som påminnelse av verksamheten uppe i Stackebo. 